# Onosma arenaria
Espèce
Classification phylogénétique
Onosma arenaria, l'Orcanette des sables, est une plante bisannuelle de la famille des Boraginaceae assez commune en Europe. Elle fleurit surtout en mai et juin. Elle apprécie particulièrement les zones calcaires à proximité d'un ruissellement d'eau, avec un climat méditerranéen. C'est une plante thérophyte.

## Description
L'Orcanette des sables est une plante bisannuelle à tige cylindrique, épaisse, dressée, hérissée de poils raides, de 30 à 50 cm de haut.
La plante entière est d'une couleur jaune-blanche, rigide, colorée et pilifère.
Les feuilles alternes, à surface ridées, ont un long pétiole à la base de la plante qui n'existe pas pour les feuilles supérieures.
La tige est très ramifiées et dressée, et brièvement présente de nombreux poils courts. Ses feuilles sont linéaires à lancéolée, mesurent environ 1 à 3 cm de large.
L’inflorescence est ramifiée mais compacte, très velue, et possède une silhouette pyramidale. La fleur s’incline fortement. La corolle a une longueur d'environ 12 à 16 mm, (pour Onosma arenaria ssp. pennina, elle atteint 24 mm) et a la forme d'une cloche cylindrique. Elle est dénudée à l'extérieur, de couleur blanc-jaunâtre et peut être aussi un peu velue. Les sépales ont une longueur d'environ 15 à 17 mm et sont brièvement pédonculés. Les fruits sont gris avec des marques plus foncées, brillants et ont une longueur d'environ 3 à 4 mm.

## Habitat
Elle pousse sur des pelouses et dans les forêts de pins. Elle préfère des sols sablonneux chauds, arides et calcaires.

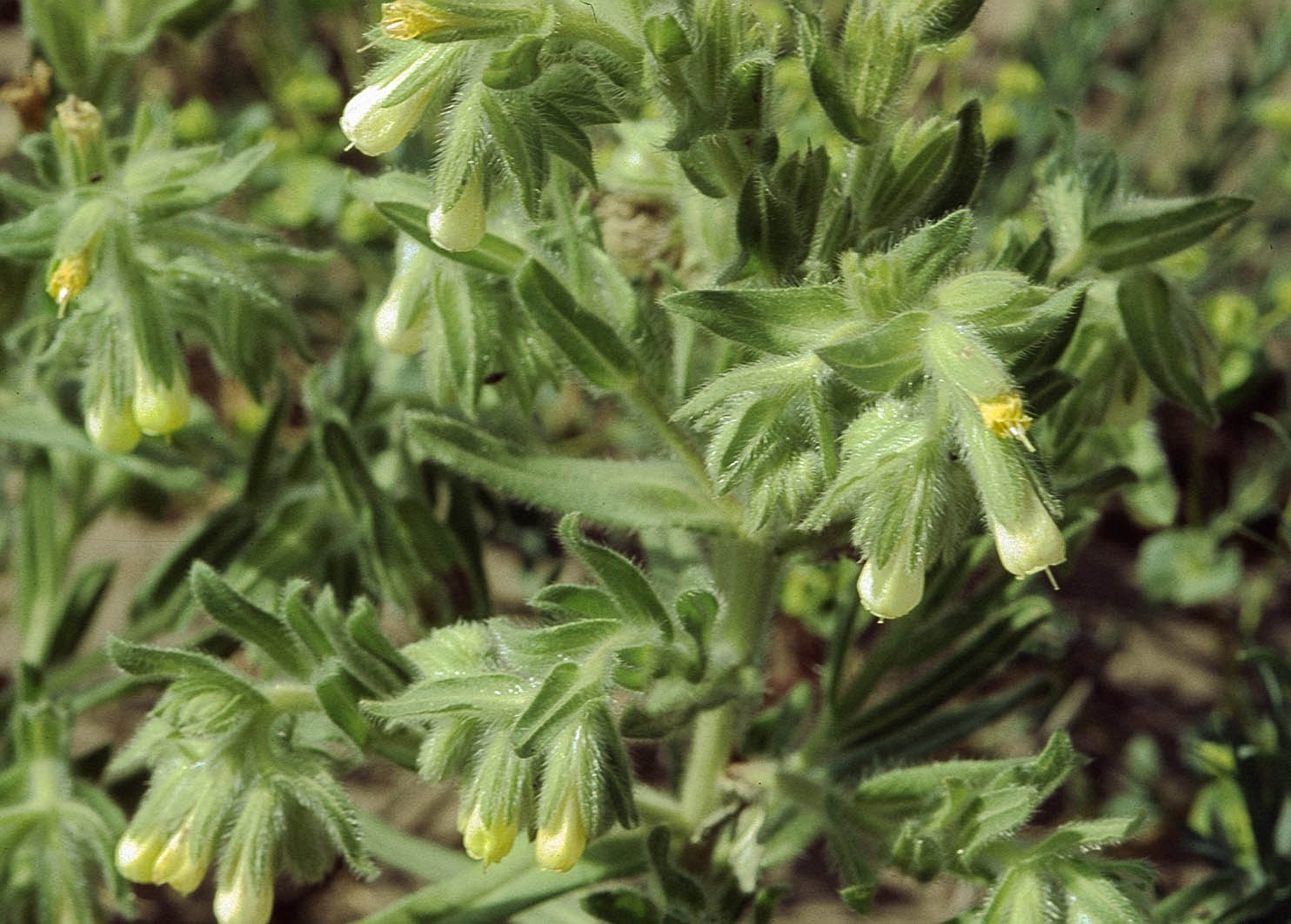
Orcanette des sables (Onosma arenaria ssp. arenaria).

## Distribution
L'Orcanette des sables est originaire de l'Europe méridionale et centrale, plus particulièrement du sud-est de la France mais aussi de l'est de la Suisse, du nord de l'Italie et de l'Europe du sud-est jusqu'au sud de la Russie. Elle pousse dans l'écozone paléarctique. En Autriche, l'orcanette est très rare (au nord de Wachau) et menacée de disparition. En Suisse, elle est présente sous la forme de la sous-espèce O. arenaria ssp. pennina, cette dernière ayant une plus grande floraison et une tige plus mince que celle de l'orcanette des sables.

### Distribution en Allemagne
L'Orcanette des sables se retrouve seulement (et rarement) en Allemagne dans le bassin de Mayence (Rhénanie-Palatinat), dans la réserve naturelle des Grands Sables de Mayence. Le nombre d'individus est estimé à environ 200 ou 300.

## Protection des espèces
L'Orcanette des sables est dans la liste rouge de l'UICN. Espèce menacée en Allemagne : Catégorie 1

## Synonymie
- Onosma arenaria subsp. vaudensis var. elegantissima Braun-Blanq.

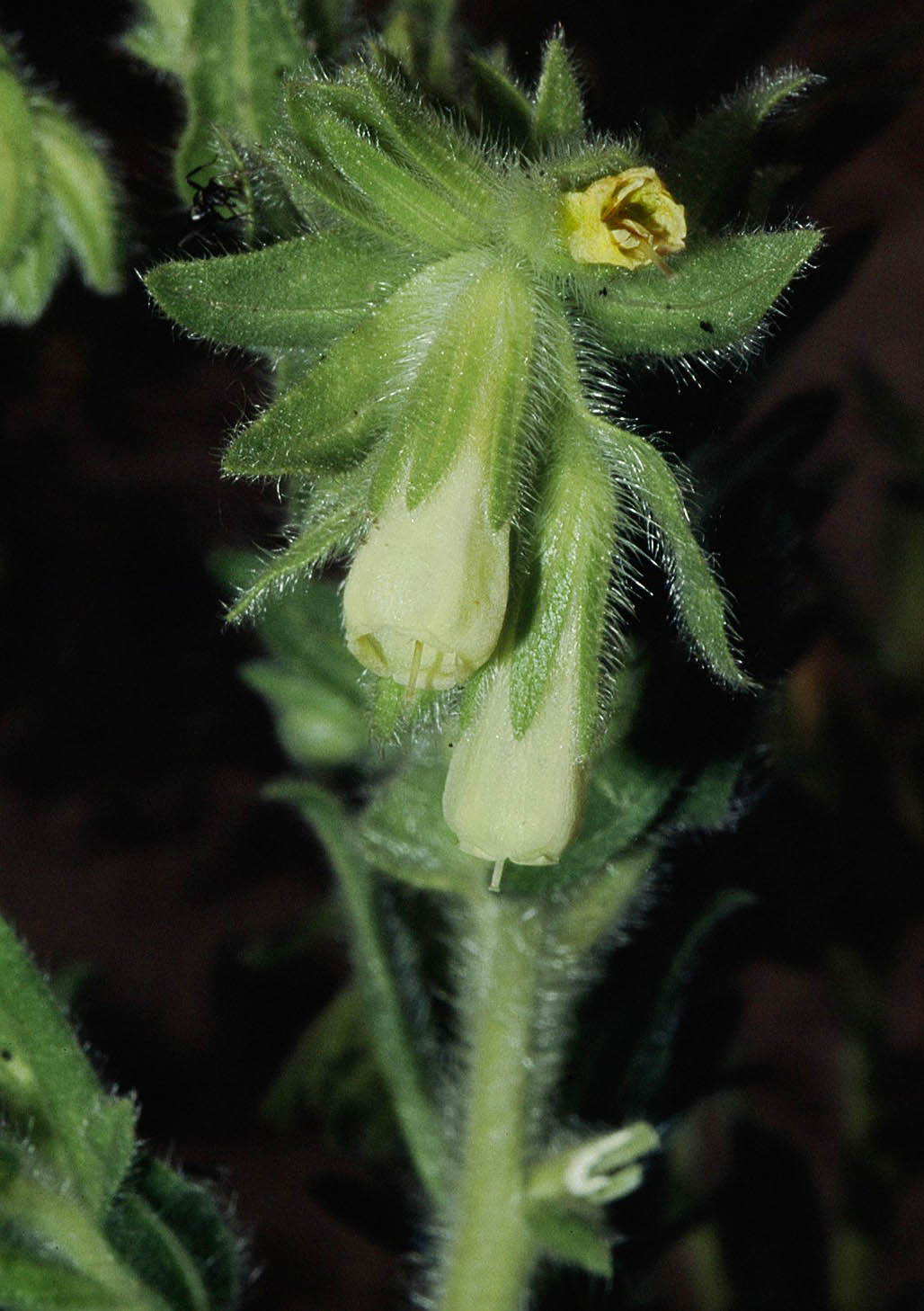
Orcanette des sables (Onosma arenaria ssp. arenaria).

## Source
- (de) Cet article est partiellement ou en totalité issu de l’article de Wikipédia en allemand intitulé « Sand-Lotwurz » (voir la liste des auteurs).